# 第305飛行隊 (航空自衛隊)
第305飛行隊（だい305ひこうたい、JASDF 305th Tactical Fighter Squadron）は、航空自衛隊第5航空団隷下の戦闘機部隊である。戦闘機にF-15J/DJ、連絡機にT-4を運用する。

## 概要

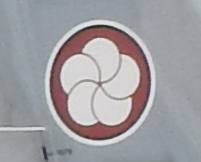
第305飛行隊部隊マークの梅花

第305飛行隊は1978年（昭和53年）12月1日に、F-4EJ戦闘機の5番目の部隊として百里基地第7航空団隷下部隊として新編された。
第305飛行隊の新編に伴い、それまで同基地でF-104J/DJを運用していた第206飛行隊は閉隊された。1993年（平成05年）8月2日に航空自衛隊F-15戦闘機7番目の部隊としてに運用機種をF-15J/DJへ機種更新している。
航空自衛隊F-15飛行隊中の最多戦競優勝を記録するなど、F-4EJ時代から戦競での優勝経験を多数持っており、航空自衛隊においても高い戦闘性を有する部隊となっている。
2016年（平成28年）8月に新田原基地に移駐し第5航空団隷下に編入、F-4EJ改を運用する第301飛行隊との配置交代が行われた（第301飛行隊は31年ぶりに古巣・百里に戻る形となった。）。
部隊マークである｢梅花｣は、百里基地が所在する茨城県にある偕楽園にちなんでデザインされたと言われている。前任部隊の第206飛行隊の部隊マークも同じ梅だが、デザインが若干異なる。なお、新田原基地に移駐後は所在する宮崎県新富町の天然記念物「座論梅（湯之宮座論梅）」にちなむとされている。

## 沿革
- 1978年（昭和53年）12月1日 - F-4EJ戦闘機部隊として百里基地の第7航空団隷下にて部隊編成[1]。
- 1979年（昭和54年）9月1日 - F-4EJでの対領空侵犯措置任務付与[3]。
  - 10月15日 - 航空総隊戦技競技会（ACM）初参加[3]。
  - 10月28日 - 夜間航法訓練中にF-4EJが火災により海没し、乗員2名が殉職[3]。
- 1985年（昭和60年）3月29日 - 小松基地での日米共同演習コープノース参加[3]。
- 1986年（昭和61年）11月4日 - 航空総隊戦技競技会F-4部門優勝[3]。
- 1987年（昭和62年）7月10日 - 小松基地での日米共同演習コープノース参加[3]。
- 1988年（昭和63年）11月7日 - 三沢基地での日米共同演習コープノース参加[3]。
  - 12月17日 - 創隊10周年記念式典実施[4]。
- 1989年（平成元年）05月30日 - 日米共同演習コープノース参加[3]。
- 1990年（平成02年）09月10日 - 航空総隊戦技競技会F-4部門優勝[3]。
- 1992年（平成04年）07月20日 - 航空総隊戦技競技会F-4部門優勝[3]。
  - 11月07日 - 日米共同訓練参加[3]。
- 1993年（平成05年）07月01日 - F-4EJでの対領空侵犯措置任務終了[3]。
  - 07月20日 - F-4EJラストフライト[3]。
  - 08月02日 - F-4EJからF-15Jへ機種更新[2]。
- 1994年（平成06年）04月01日 - F-15Jでの対領空侵犯措置任務付与[3]。
  - 06月01日 - 航空総隊戦技競技会F-15部門優勝[3]。
  - 06月23日 - T-33Aラストフライト[3]。
- 1995年（平成07年）12月11日 - 小松基地での日米共同訓練参加[3]。
- 1997年（平成09年）05月23日 - 航空総隊戦技競技会F-15部門優勝[3]。
- 1998年（平成10年）10月30日 - 日米共同統合演習参加[3]。
- 1999年（平成11年）03月12日 - 部隊創立20周年記念式典を実施[5]。
  - 06月12日 - アメリカ合衆国グアムでの日米共同演習コープノース・グアム1999参加[3]。
- 2001年（平成13年）05月28日 - 航空総隊戦技競技会F-15部門優勝[3]。
- 2003年（平成15年）07月18日 - 航空総隊戦技競技会F-15部門優勝[3]。
- 2004年（平成16年）06月07日 - 那覇基地での日米共同演習コープノース参加[3]。
  - 07月05日 - アメリカ合衆国アラスカ州での多国間演習コープサンダー2004参加[3]。
- 2009年（平成21年）03月07日 - 部隊創立30周年記念式典を実施[6]。
- 2016年（平成28年）08月31日 - 新田原基地に移駐し、第5航空団隷下に編入[7]。
- 2017年（平成29年）06月20日 - 九州周辺空域での日米共同訓練に参加[8]。
  - 08月31日 - 九州周辺空域での日米共同訓練に参加[9]。
  - 10月10日 - 九州周辺空域での日米共同訓練に参加[10]。
- 2018年（平成30年）08月24日 - 日本（自衛隊）で初の女性戦闘機パイロット（松島美紗）が配属[11]。
  - 10月10日 - 日本周辺空域でのアメリカ海軍との共同訓練に参加[12]。
- 2019年（平成31年）03月09日 - 部隊創立40周年記念式典を実施[13]。

## 歴代運用機
- 戦闘機
  - F-4EJ（1978年～1993年）
  - F-15J/DJ（1993年～）
- 連絡機
  - T-33A（1978年～1993年）
  - T-4（1992年～）